# Яструб (фільм)
«Яструб» (фр. L'épervier) — чорно-білий французький кінофільм-драма 1933 року, поставлений режисером і сценаристом Марселем Л'Ерб'є за участю акторів Шарля Буає та Жаном Маре. В основою сценарію стрічки покладено роман французького письменника Франсіса де Круассе.

## В ролях
| Актор            |  | Роль                  |
| ---------------- |  | --------------------- |
| Шарль Буає       |  | Граф Жордж де Дасетта |
| Наталі Палей     |  | Марина                |
| Джордж Гроссміт  |  | Ерік Дректон          |
| П'єр Рішар-Вільм |  | Рене де Тьєрраше      |
| Жан Маре         |  |                       |
| Жан Тулу         |  |                       |
| Лоні Нест        |  |                       |
| Вівіан Романс    |  |                       |
| Жерар Ландрі     |  |                       |